# Дагин, Израиль Яковлевич
Израиль Яковлевич Дагин (1895, Мелитополь, Российская империя — 22 января 1940, Москва, Донской крематорий) — руководящий сотрудник ВЧК-ГПУ-НКВД СССР, комиссар государственной безопасности 3-го ранга (1935). Начальник управления НКВД по Северо-Кавказскому краю и Горьковской области. Начальник Отдела охраны членов партии и правительства ГУГБ НКВД СССР. 
Расстрелян в 1940 году. Признан не подлежащим реабилитации.

## Ранние годы
Родился в семье шапочника Янкеля Рахмиелевича Дагина (из Глуска) и Златы Айзиковны Окунь. Окончил 3 класса начальной школы в 1908 году, затем работал на шапочной фабрике в Мелитополе.
С 1915 года в Русской императорской армии — рядовой 49-го Брест-Литовского полка, после ранения служил в запасном полку в Симферополе. После Февральской революции был арестован за антивоенную агитацию, после 2 месяцев на гарнизонной гауптвахте дезертировал из армии.
С октября 1917 года командовал ротой 1-го Симферопольского отряда Красной гвардии и партизанским отрядом. Состоял в РКП(б) с июня 1919 года. В 1919 году — комиссар банков в Мелитополе, член президиума Николаевского подпольного губкома КП(б)У (заведовал военным отделом и был военным руководителем, организатор восстания против частей Белой армии в Николаевской губернии).

## ВЧК-ОГПУ-НКВД
В органах ЧК-ГПУ-НКВД с декабря 1919 года. Работал в Николаеве (председатель городской ЧК, секретарь, заместитель председателя губернской ЧК), в Херсоне (председатель прифронтовой ЧK в 1920—1921 гг.), в Крыму (заместитель председателя Севастопольской ЧК, заместитель председателя Крымской ЧК, начальник Севастопольского окротдела ГПУ и начальник особого отдела Чёрного и Азовского морей в 1922—1924 годах). В числе прочих (Е. Г. Евдокимов, Н. М. Быстрых, В. Н. Манцев, А. И. Михельсон и др.) ответственен за проведение в Крыму красного террора.
С 1924 года на Северном Кавказе — заместитель начальника Терского губернского отдела, начальник Терского окротдела и оперсектора ОГПУ (01.10.1930-06.03.1931). С марта 1931 года— помощник полпреда ОГПУ по Северо-Кавказскому краю по милиции, с августа того же года — помощник полпреда ОГПУ по Нижне-Волжскому краю, с марта 1933 года — заместитель полпреда ОГПУ по Северо-Кавказскому краю.
26 января—10 февраля 1934 года делегат XVII съезда ВКП(б) с решающим голосом от Северо-Кавказской парторганизации.
В январе 1934 года — апреле 1937 года — полпред ОГПУ и начальник УНКВД по Северо-Кавказскому (с февраля 1937 года — Орджоникидзевскому) краю. Один из доверенных людей Е. Г. Евдокимова и его северокавказской группировки. В апреле-июне 1937 года — начальник УНКВД по Горьковской области. Несёт ответственность за аресты и расстрелы в области в рамках т. н. «удара по право-троцкистскому подполью». С июня 1937 года — начальник 1-го отдела (охраны правительства) ГУГБ НКВД СССР.
Член ЦИК СССР в 1935—1937 годах. Депутат Верховного Совета СССР 1-го созыва.

## Закат карьеры и казнь
Арестован 6 ноября 1938 года в рамках серии арестов личного состава Отдела охраны членов партии и правительства ГУГБ НКВД СССР (Н. Т. Зарифов, Б. Я. Гулько и др.), инициированных Л. П. Берией. Содержался в Сухановской тюрьме. Внесён в список Л. Берии от 16 января 1940 года по 1-й категории. Осуждён к ВМН ВКВС СССР 21 января 1940 года по ст. 58/1 п. «б» («измена Родине, совершен. военнослужащим»); ст. 58/11 («участие в антисоветской заговорщической организации в органах НКВД»).
Расстрелян в ночь на 22 января 1940 года вместе с группой осуждённых руководящих сотрудников НКВД СССР (Л. Б. Залин, В. Е. Цесарский, Г. Н. Лулов, А. Г. Акимов, И. А. Дорофеев и др.). Место захоронения — могила невостребованных прахов № 1 крематория Донского кладбища. 10 июля 2014 года Судебной коллегией по делам военнослужащих Верховного суда РФ признан не подлежащим реабилитации (ввиду грубейших нарушений законности и фабрикации «дел» в должности начальника УНКВД Горьковской области). Его заместитель по Отделу охраны ГУГБ НКВД СССР и подчинённый по УНКВД Горьковской области старший майор ГБ Н. Т. Зарифов, осуждённый к ВМН 20.1.1940 г., был признан не подлежащим реабилитации тем же органом 4 апреля 2017 года.

## Награды
- орден Ленина[7] (1937) (лишён посмертно Указом Президиума ВС СССР от 24.01.1941 г.);[8]
- орден Красного Знамени (1927) (лишён посмертно Указом Президиума ВС СССР от 24.01.1941 г.);[8]
- два знака «Почётный работник ВЧК-ГПУ».